# Andromede Decor
Andromede Decor este o companie de retail din România, care deține lanțul de magazine de cadouri și decorațiuni interioare bam boo.
Lanțul de magazine bam boo a fost lansat în anul 2003 iar în ianuarie 2011 rețeaua cuprindea 22 de magazine, 10 în București și 12 în țară.
În anul 2010, bam boo a înregistrat o cifră de afaceri de peste 36 milioane lei și a primit peste patru milioane de clienți. Compania a intrat în insolvență în 2011.